# Суперкупа на УЕФА 2021
Суперкупата на УЕФА 2021 е 46-ото издание на Суперкупата на УЕФА, ежегоден футболен мач между шампионите на двата главни европейски клубни турнири – Шампионската лига и Лига Европа. Двубоят противопоставя отборите на Челси, носител на Шампионската лига и Виляреал, спечелил Лига Европа. Мачът се проведе в Белфаст, Северна Ирландия на 11 август 2021
.

## Отборите
| Отбор    | Начин на класиране               | Предишни участия (с удебелен шрифт са победите) |
| -------- | -------------------------------- | ----------------------------------------------- |
| Челси    | Спечелил Шампионска лига 2020/21 | 1998, 2012, 2013, 2019, 2021                    |
| Виляреал | Спечелил Лига Европа 2020/21     | 2021                                            |

## Място на провеждане
Мачът се е играл на 11 август 2021 г. на стадион Уиндзър Парк в Белфаст.

### Детайли
| 11 август 2021 22:00 |

| Челси | 1:1 (6:5 д) | Виляреал |
| ----- | ----------- | -------- |
|       | Доклад      |          |

| Уиндзър Парк, Белфаст, Северна Ирландия |